# Ron Kiefel
Ronald Alexander Kiefel, detto Ron (Denver, 11 aprile 1960), è un ex ciclista su strada e ciclocrossista statunitense.
Professionista dal 1985 al 1995, fu il primo statunitense a vincere una tappa in un Grande Giro.

## Carriera
Da dilettante fu triplo campione nazionale su strada 1983 (corsa in linea, cronometro individuale e a squadre), e medaglia di bronzo nella cronometro a squadre ai Giochi olimpici di Los Angeles 1984. Passò professionista nel 1985 con il team 7-Eleven.
Al primo anno da pro vinse il Trofeo Laigueglia, la tappa di Perugia al Giro d'Italia (primo statunitense a vincere una frazione in un Grande Giro) e il prologo della Coors Classic negli Stati Uniti; l'anno dopo debuttò al Tour de France e fece sue due tappe alla Coors Classic, mentre nel 1988 si aggiudicò il Giro di Toscana, il campionato nazionale e ancora una tappa alla Coors Classic.
In Europa vinse una tappa al Critérium International nel 1990 e una tappa al Giro del Lussemburgo nel 1992, e partecipò in totale a sette edizioni del Tour de France; conseguì comunque anche diversi successi in corse su suolo statunitense (Tour de Trump, Redlands Bicycle Classic, Tour DuPont, Fitchburg Longsjo Classic). Concluse la carriera da pro nel 1995.
Dopo il ritiro ha svolto l'attività di commentatore delle principali corse ciclistiche per la televisione e la radio statunitense. Nella città di Wheat Ridge collabora inoltre a programmi di allenamento per giovani ciclisti, promuove competizioni ciclistiche e gestisce un negozio di biciclette. Dal 2004 il suo nome rientra nell'elenco dei ciclisti introdotti nella United States Bicycling Hall of Fame.

## Palmarès
- 1983 (dilettanti)

Campionati statunitensi, in linea dilettanti
- 1984 (dilettanti)

2ª tappa Settimana Ciclistica Bergamasca (Bergamo > Dalmine)
5ª tappa United Texas Tour
- 1985 (7-Eleven, quattro vittorie)

Trofeo Laigueglia
15ª tappa Giro d'Italia (L'Aquila > Perugia)
Prologo Coors Classic (San Francisco, cronometro)
1ª tappa United Texas Tour
- 1986 (7-Eleven, quattro vittorie)

Prologo Coors Classic (Telegraph Hill, cronometro)
13ª tappa Coors Classic (Boulder > Boulder)
Prologo Vulcan Tour (cronometro)
5ª tappa Rocky Mountains Classic (Denver > Denver)
- 1987 (7-Eleven, una vittoria)

4ª tappa Redlands Bicycle Classic
- 1988 (7-Eleven, tre vittorie)

Giro di Toscana
Campionati statunitensi, in linea
12ª tappa Coors Classic (Boulder, criterium)
- 1989 (7-Eleven, una vittoria)

9ª tappa Tour de Trump (Atlantic City, cronometro)
- 1990 (7-Eleven, una vittoria)

1ª tappa Critérium International (Pertuis > Apt)
- 1992 (Motorola, una vittoria)

1ª tappa Tour de Luxembourg (Lussemburgo > Dippach)
- 1993 (Coors Light, quattro vittorie)

4ª tappa Redlands Bicycle Classic
7ª tappa Tour DuPont (Richmond > Lynchburg)
Classifica generale Tour of Willamette
4ª tappa Fitchburg Longsjo Classic
- 1994 (Coors Light, quattro vittorie)

4ª tappa Redlands Bicycle Classic
CoreStates Classic (Trenton)
- 1995 (Saturn, una vittoria)

5ª tappa Redlands Bicycle Classic

### Altri successi
- 1985 (7-Eleven)

Criterium di Phoenix
Criterium di Dallas
- 1986 (7-Eleven)

Criterium di Dallas
Criterium di Phoenix
- 1987 (7-Eleven)

Cat's Hill Classic (Los Gatos)
Criterium di Atlanta
Houston Tour
Criterium di Phoenix
Criterium di Portland
- 1990 (7-Eleven)

Criterium di Newport Beach
- 1993 (Coors Light)

Cat's Hill Classic (Los Gatos)
- 1994 (Coors Light)

Criterium di Akron
Criterium di Fountain
Las Vegas (ciclocross)

## Piazzamenti

### Grandi Giri
- Giro d'Italia

1985: 60º
1988: 62º
1989: 102º
- Tour de France

1986: 96º
1987: 82º
1988: 69º
1989: 73º
1990: 83º
1991: 138º
1992: ritirato (13ª tappa)

### Classiche monumento
- Milano-Sanremo

1985: 103º
1986: 14º
1988: 42º
1989: 81º
1991: 38º
1992: 43º
- Liegi-Bastogne-Liegi

1990: 45º
- Giro di Lombardia

1989: 33º
1990: 58º

### Competizioni mondiali
- Campionati del mondo

Goodwood 1982 - In linea dilettanti: 20º
Giavera del Montello 1985 - In linea: 22º
Colorado Springs 1986 - In linea: 79º
Villach 1987 - In linea: 25º
Ronse 1988 - In linea: 16º
Chambéry 1989 - In linea: ritirato
- Giochi olimpici

Los Angeles 1984 - In linea: 9º
Los Angeles 1984 - Cronosquadre: 3º